# Elaze
Elaze (em turco: Elazığ) é uma cidade e distrito (ilçe) do centro-leste da Turquia. É a capital da província homónima e faz parte da região da Anatólia Oriental. O distrito tem 2 243 km² de área e em dezembro de 2021 tinha 443 363 habitantes (densidade: 197,7 hab./km²), dos quais 381 158 na cidade.. 
A cidade situa-se numa planície a uma altitude de cerca de 1 060 metros de altitude e ocupa o local do que os habitantes da região que falam turco, curdo ou zaza costumavam chamar Mezra ou Mezre, que significa "vilarejo" em árabe, referindo-se ao estado anterior praticamente inabitado da área urbana atual.

## Etimologia
O nomes mais antigos da povoação, fundada pelos hurritas c. 2 000 a.C., correspondem à da cidadela construída por reis arménios a cinco quilómetros da cidade moderna — Cartabirta (Խարբերդ; Kh'arberd em arménio ocidental e Xarberd em arménio oriental, nomes que ainda hoje são usados nessas línguas), também chamada Carpute (Harput). Pode ter sido a Carcatiocerta (em latim: Carcatiocerta) da província de Sofena do antigo Reino da Arménia, mencionada pelo general romano Córbulo (7–67 d.C.).
Os romanos chamaram-lhe Ziata Castelo (Ziata Castellum) e os bizantinos Cárpete (em grego: Χάρπετε; romaniz.: Chárpete). Os primeiros geógrafos muçulmanos conheciam-na como Hisne Ziade (Ḥiṣn Ziyād).
Durante o reinado do sultão otomano Abdulazize (r. 1861–1876), o então governador Rexide Maomé Paxá (Kütahı) iniciou a expansão do arrabalde de Mezre, situado na planície abaixo da cidadela de Carpute. Em 1866, por ocasião do quinto aniversário da subida ao trono de Abdulazize, a nova cidade foi batizada Mamuret ül-Aziz (ou Mamuretülaziz ou Mamurate Alaziz; em turco otomano: معمورة العزيز; romaniz.: Ma'mūrat al-'Aziz, "tornada próspera por Aziz"). Com o passar do tempo, a cidade passou a ser conhecida como Elâzîz, por ser mais fácil de pronunciar. Em 17 de novembro de 1937 o presidente da república Mustafa Kemal Atatürk mudou o nome para Elazık, mas devido a este nome ser de pronúncia difícil em turco, o governo mudou novamente o nome para o atual, Elaze, que por vezes também é escrito Elâzığ.
O nome da cidade em curdo é (Elezîz ou Xarpêt) e em siríaco Carpute (Kharpūṭ) ou Ḥarfūṭ (ܟܪܦܘܬ).